# Thomas Bruun Eriksen
Thomas Bruun Eriksen (Kopenhagen, 13 februari 1979) is een Deens voormalig wielrenner.

## Belangrijkste overwinningen
2003
- 5e etappe Vredeskoers
- 3e etappe Ronde van Rhodos

## Resultaten in voornaamste wedstrijden
| Jaar | Ronde van Italië | Ronde van Frankrijk | Ronde van Spanje |
| ---- | ---------------- | ------------------- | ---------------- |
| 2002 |                  |                     |                  |
| 2003 |                  |                     | 149e             |
| 2004 |                  |                     | opgave           |

| Jaar | Ronde van Vlaanderen | Parijs-Roubaix |
| ---- | -------------------- | -------------- |
| 2002 |                      | 57e            |
| 2003 |                      |                |
| 2004 | 122e                 | 47e            |